# Caccothryptus maculosus
Caccothryptus maculosus är en skalbaggsart som beskrevs av Maurice Pic 1923. Caccothryptus maculosus ingår i släktet Caccothryptus och familjen lerstrandbaggar. Inga underarter finns listade i Catalogue of Life.